# Любка (річка)
Лю́бка — річка в Україні, що протікає територією міста Києва, права притока Ірпеня. Довжина — близько 9 кілометрів.

## Географія

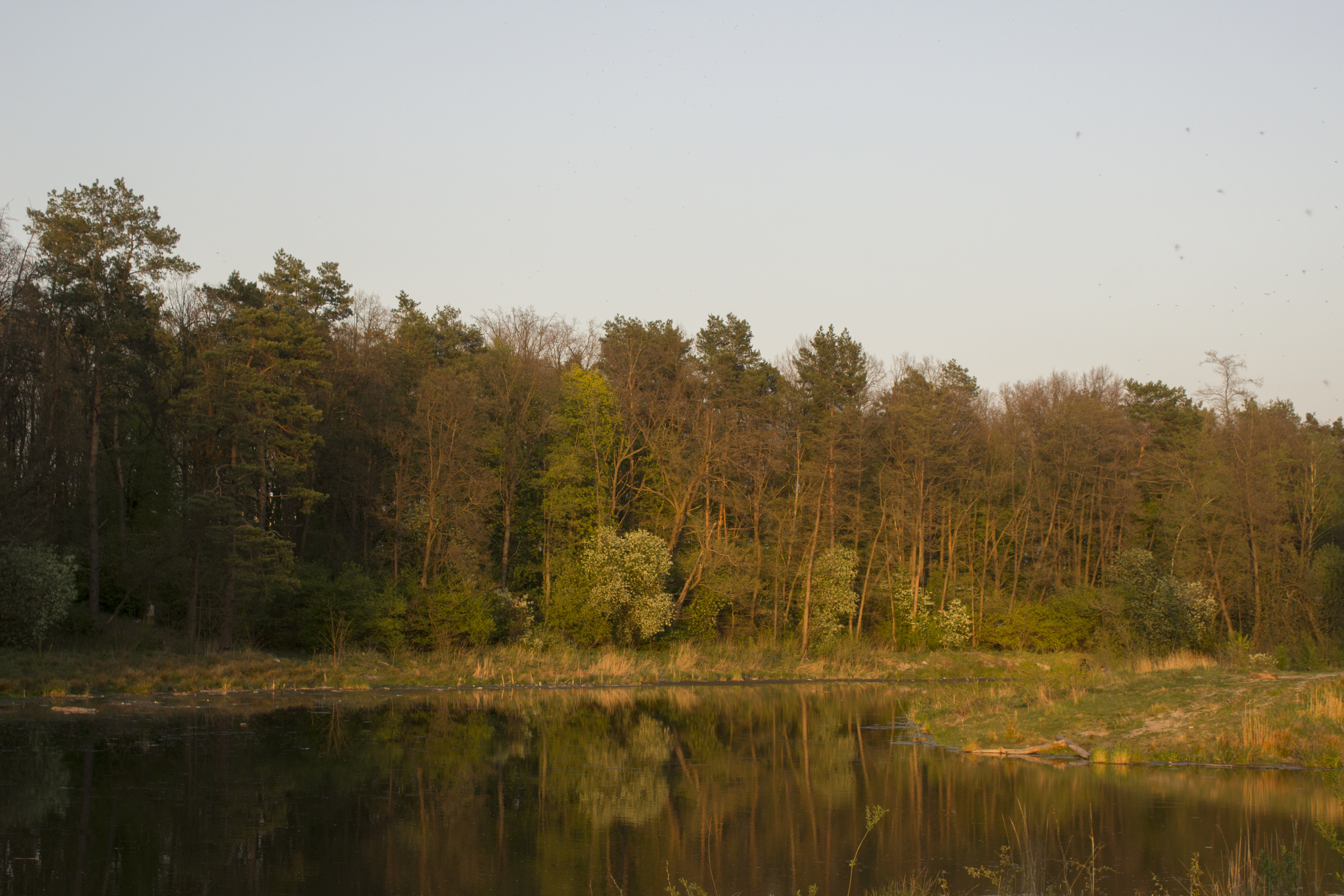
Став на річці Любка, смт Коцюбинське

Бере початок з колектору, неподалік від вулиці Данила Щербаківського, біля Нивок. Фактично початки має з озера в урочищі Дударів Сінокіс, у лісі неподалік проспекту Палладіна. Потім річка перетинає вищевказаний проспект, проходить під залізницею Київ-Коростень, південною околицею селища Коцюбинське, а далі весь час протікає на північний захід Святошинським лісом. Витікаючи з лісу, впадає у річку Ірпінь трохи вище залізничного мосту. 
2002 року долина річки оголошена загальнозоологічним заказником місцевого значення «Річка Любка» (квартали 2-4, 7-9 Святошинського лісництва) як антропогенно не навантажена територія, на якій збереглися типові для Полісся представники тваринного світу. Площа заказнику - 163 га.

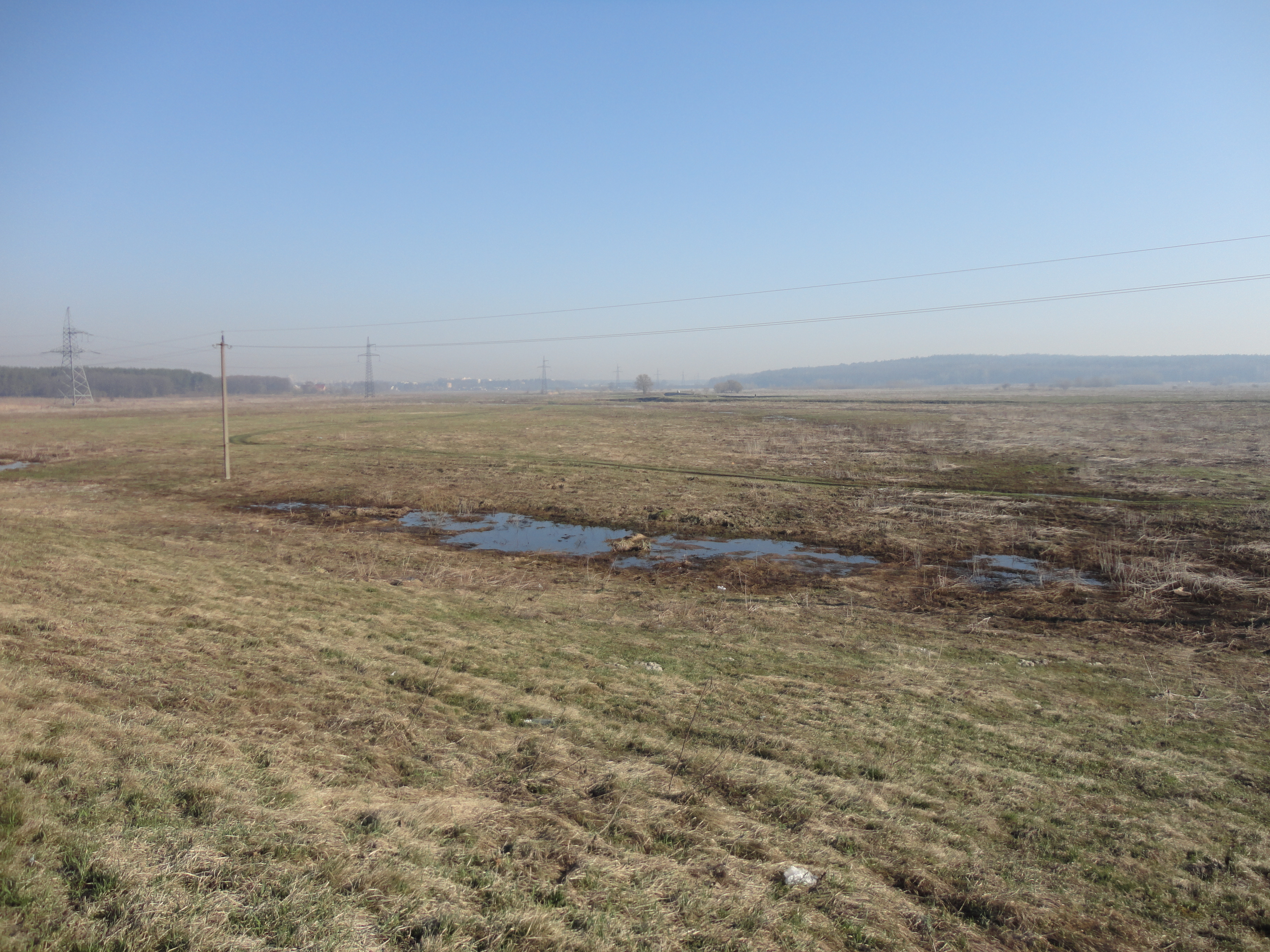
Романівська низина

Нижня частина річки знаходиться у межах природного заповідника Романівське болото.

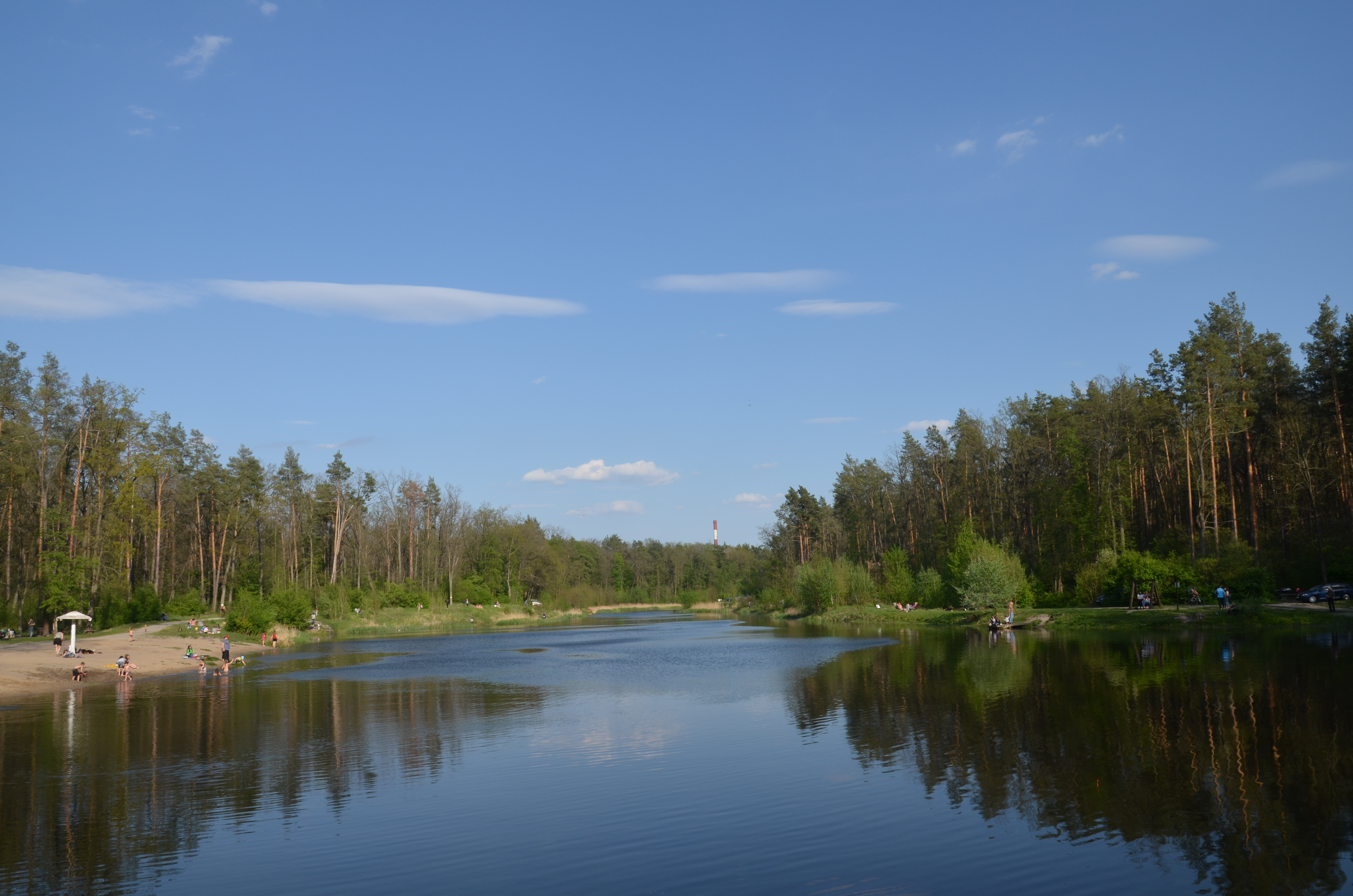
Святошинський лісопарк, озеро в Коцюбинському на річці Любка

У лісі неподалік селища Коцюбинське на річці є невеликий ставок. Сама річка має незначну ширину на більшості своєї протяжності і розширюється лише у нижній течії. Майже на усій протяжності протікає поза межами забудови, через сосновий ліс, тому з усіх річок Києва Любка зазнала людського впливу чи не найменше.

## Назва
Назва річки ймовірно походить від назви рослини любка, що колись росла у великій кількості на її берегах. А сама річка в свій час дала назву хутору, який проіснував до 1943 року, був спалений під час війни і більше не відновлювався. Ще одну із версій назви річки розповідав нащадок родини Жидченків, що проживала у хуторі Любки. За версією того старожила, назва походить від імені відьми Любки, що кількасот років тому проживала у тому лісі край яру. Той старожил навіть цитував уривок тексту невідомого автора про «урочище скаженої баби Любки». На жаль автора тексту і джерело не ідентифіковано. 